# 米尔维安大桥战役
米尔维安大桥战役（英語：Battle of the Milvian Bridge）是发生于公元312年10月28日的一场战役。交战双方为罗马帝国的君士坦丁一世和马克森提乌斯。是役之名来源于战役的发生地米尔维安大桥，它是台伯河上的重要桥梁。君士坦丁赢得了这场战役的胜利，使得他能在后来废除四帝共治成为罗马帝国的不二君主。马克森提乌斯在交战时溺毙于河中。
按照该撒利亚的优西比乌和拉克坦提烏斯这些编年史学家的说法，这场战役标志着君士坦丁皈依基督教的开始。拉克坦修斯提到上帝向君士坦丁及其部下托梦，允诺只要他们把凱樂符號涂在他们的盾牌上他们就会胜利。君士坦丁凯旋门的建造即是为了庆祝这场胜利。人们常常把这场战役的胜利归功于教会的介入，然而，这座凯旋门上却没有任何明显的基督教标志。

## 历史背景
这场战役爆发的根本原因乃是戴克里先的四帝共治制度固有的不稳定性。戴克里先與马克西米安于305年5月1日分別卸下東、西部的奧古斯都之後，他們的继任者几乎在同一时刻就开始争夺大权。尽管君士坦丁是新升任為西部奧古斯都的君士坦提乌斯一世之子，但由于四帝的传承方式并不必是世袭，他未來没有办法顺理成章地繼承权柄。当君士坦提乌斯于公元306年7月25日去世时，他父亲的军队在埃博拉肯（今天的约克郡）不依規定而推举君士坦丁为西部凯撒。
而在罗马，马克西米安之子马克森提乌斯于公元306年10月28日自封为西部奥古斯都。与君士坦丁的地位很快被东部奧古斯都伽列里乌斯承认形成鲜明对比的是，马克森提乌斯被当做篡位者来对待。當時伽列里乌斯派出他的寵臣——剛從西部凯撒晉升為西部奥古斯都的塞维鲁二世在公元307年起兵讨伐羅馬城的叛軍。然而，当塞维鲁到达意大利，他的军队立即倒戈投向了马克森提乌斯。这位倒霉的奥古斯都就这样被抓住关押。伽列里乌斯在那年秋天进军到罗马城下，却没拿下这座城市，而马克森提乌斯杀了塞维鲁作为回应。而此时的君士坦丁则对双方的交战采取了观望的态度，两不相帮，不过可能更倾向马克森提乌斯，因为他在307年娶了马克森提乌斯的妹妹法乌斯塔。在308年，马克西米安由于與儿子爭權失敗而逃到君士坦丁的宫廷，自命为西部唯一的奥古斯都，后来他又反叛君士坦丁而被杀。311年春伽列里乌斯病逝，他的地盘被戴克里先承认的马克西米努斯和李锡尼所瓜分，君士坦丁在莱茵河流域与蛮族作战积累战功，而马克森提乌斯则忙于平叛，局势一度平静。
到了312年，君士坦丁和马克森提乌斯这对内兄弟还是最终选择了兵戎相见。这年春天，君士坦丁集结军队决定推翻马克森提乌斯。北意大利被一鼓而下，并在都灵战役和维罗纳战役中大破马克森提乌斯军。在维罗纳战役中，马克森提乌斯最资深的统帅，禁卫军长官鲁尼修斯·庞培甚至被击毙。

## 君士坦丁的神聖體驗

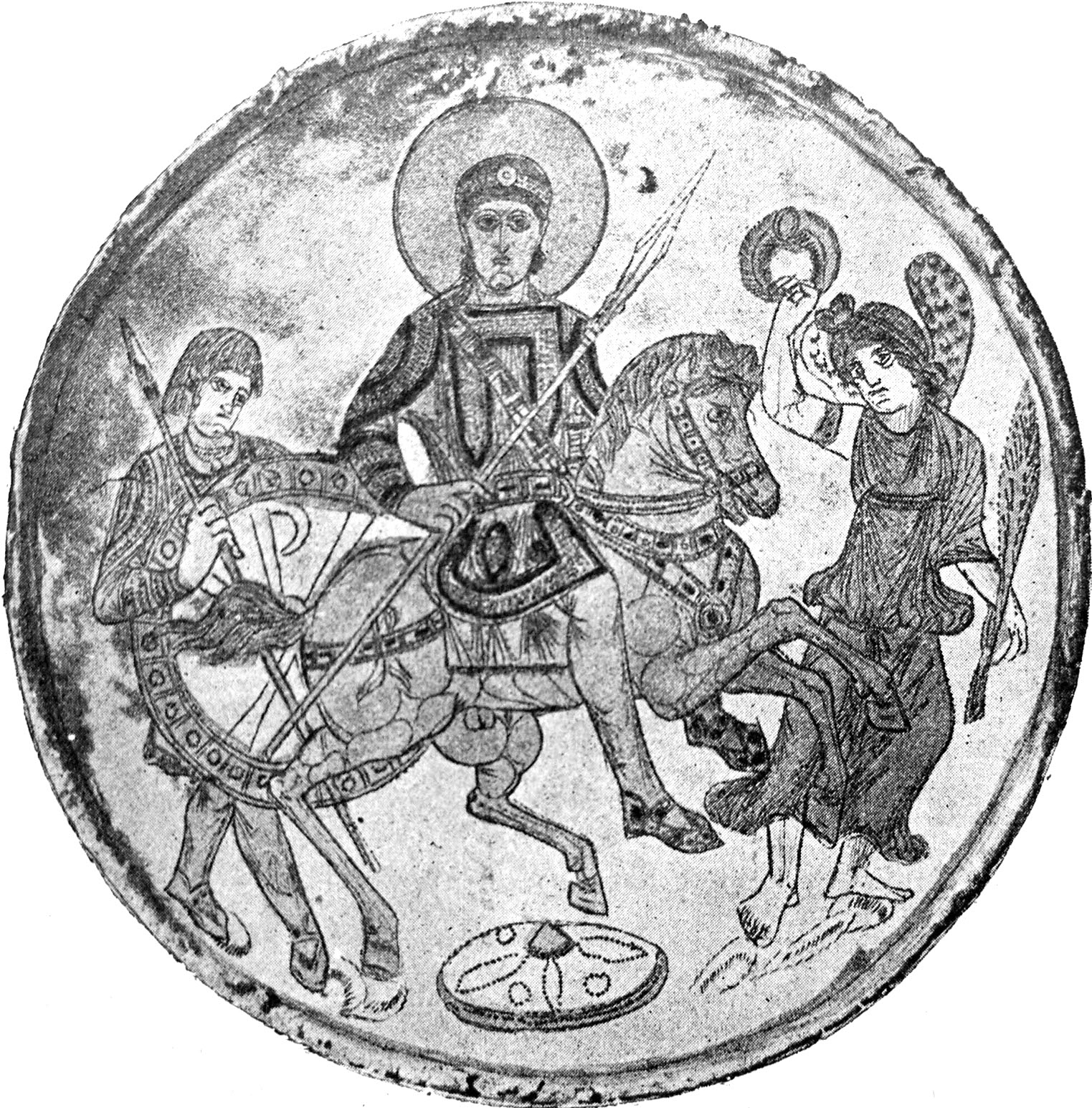
一个描绘君士坦丁之子君士坦提乌斯二世和警卫手持绘有希腊文“Chi-Rho”图案（英语中的XP，希腊语“基督”的头两个字母）的盾的碗

通常流传的说法是在战前也就是10月27号那天晚上，君士坦丁做了一个使他下定决心借基督教之神的庇护而战的梦。然而这个梦的细节，史家们各执一词。

拉克坦修斯说：那天晚上，君士坦丁在梦中被指示“把一个神圣的标志涂在士兵的盾牌上”他听从了梦里的指示并且下令把一个表示基督的标志涂在盾牌上。拉克坦修斯把这个标描述做一个上面的尽头銜接着一个P形图案的拉丁十字。没有证据表明君士坦丁此前用过这个图案，而且该图案的描述也与更广为人知的由该撒利亚的优西比乌描述的凱樂符號（Chi-Rho）图案不一致。

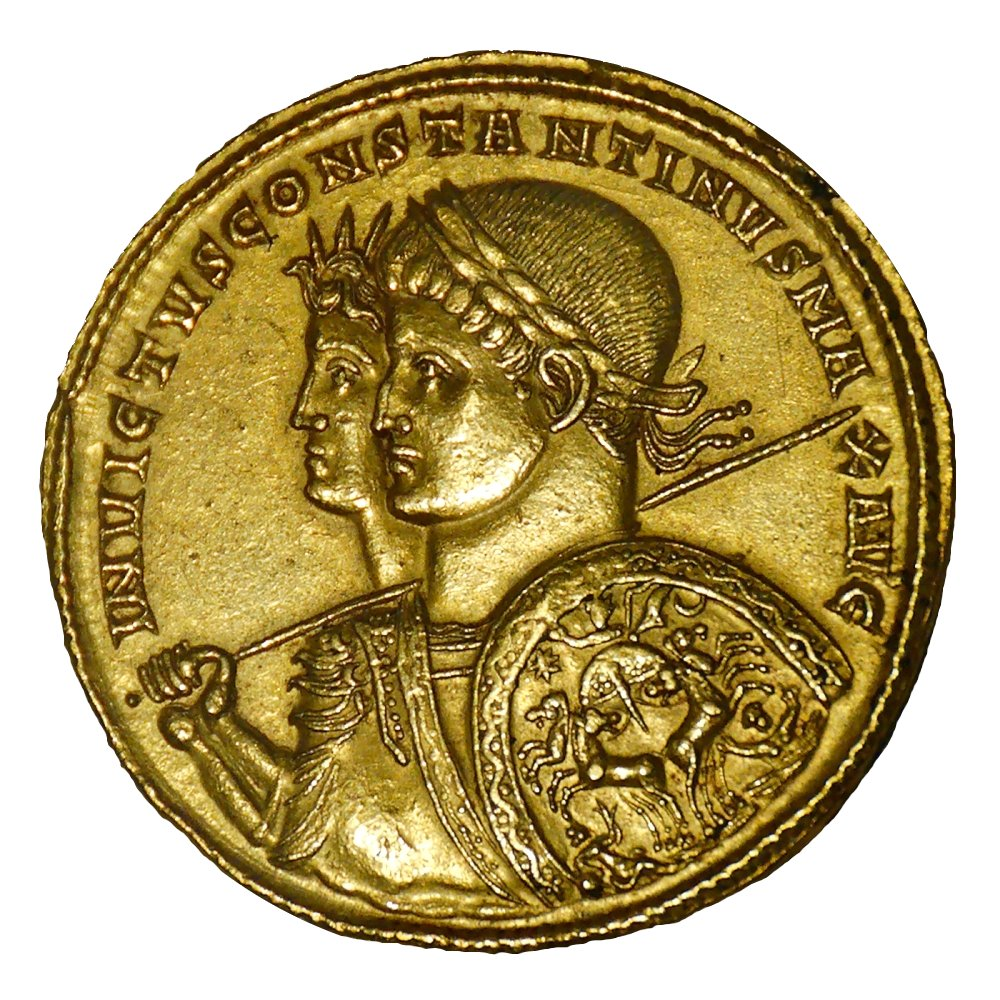
一个铸造于公元313年的金币，它把君士坦丁描述为太阳神之伴侣

至于优西比乌，关于这场战役的两个片段流传至今。第一个片段存留于他的教会史中，在这一部分他认为上帝帮助了君士坦丁却没有向他展现征兆。在他后来的《君士坦丁的一生》中（Life of Constantine），他却提到了上帝向君士坦丁展现征兆的细节，并强调这是皇帝陛下亲口告诉他的。按照这篇文章的说法，君士坦丁和他的军队正在行军中 当他向太阳望去，他看到一轮光圈环绕着太阳，旁边是一行希腊文“Εν Τούτῳ Νίκα”。用拉丁语翻译过来就是“in hoc signo vinces”—“你必以此而胜。”一开始他还不清楚这异兆的含义，到了这天晚上，基督在梦里解释给他说：他应当在和敌人作战时使用这个标志。优西比乌接着开始描述君士坦丁在他后来对抗李锡尼的战争中所使用的军旗：拉布兰军旗，说这种军旗使用的就是“Chi-Rho”图案。

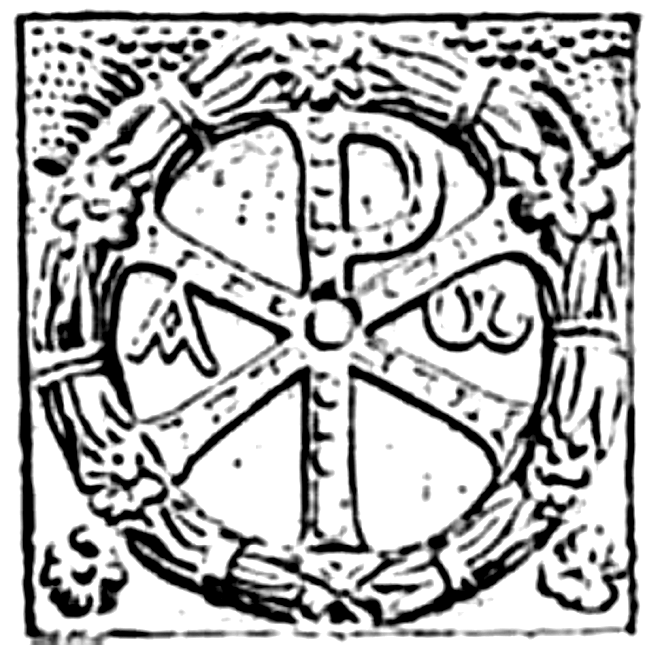
拉布兰十字

这两个人的描述互相冲突，不过可以肯定是：君士坦丁在战前看到过这个“Chi-Rho”图案。并且两位作者都同意这个标志并不容易令人联想到基督教，凭这一点就可以基本肯定Chi-Rho这两个字母组成的图案在君士坦丁之前并非基督教的标志。该图案最早出现在一个公元317年铸造的银币上，这就证明了这个图案得到了使用（尽管不十分广泛）。事实上，他只在对抗李锡尼的作战中广泛使用过它。
有些人把那圈光环解读成日晕之类的太阳现象。而君士坦丁后来却把这和基督教信仰联系起来。很有意思的是：一块313年铸造的硬币公然称他为太阳神之伙伴。

## 战役经过

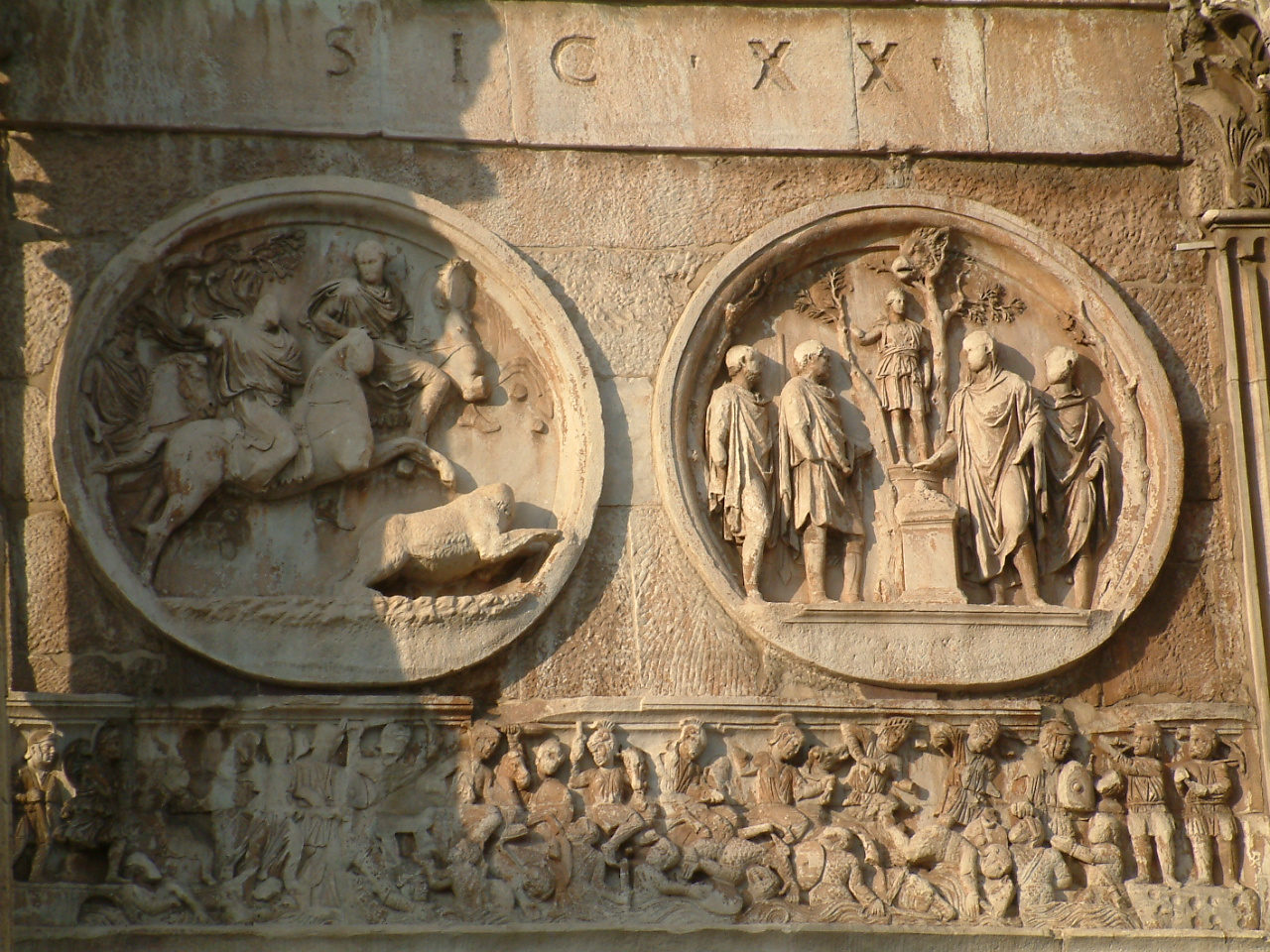
罗马的君士坦丁凯旋门上绘制的描绘这场战役的图画。在该图的下方绘有君士坦丁的骑兵将马克森提乌斯军逐入河中的场景

君士坦丁沿弗拉米尼亚大道在公元312年末赶到罗马城下。军队驻扎在罗马的第一区（Prima Porta，这是一个罗马的郊区），纪念这场战役的纪念碑迄今树立在那。
君士坦丁原本以为马克森提乌斯会采用以前对付塞维鲁和伽列里乌斯的围攻时用过的成功策略，也就是凭坚城据守。事实上，他也的确在罗马城内囤积了大量粮食。出乎意料的是， 他却选择了野战。古代史书把这归之于上帝的介入（比如说拉克坦修斯和优西比乌）或者迷信(这是佐西默斯的说法)。他们也提到这场战役的发生日期就是马克森提乌斯即位的日子(10月28日)按照当时流行的看法，这可是个好兆头。拉克坦修斯谈到：群众们在竞技游戏中向君士坦丁欢呼以表达他们的支持，尽管这一说法的可靠性值得怀疑。

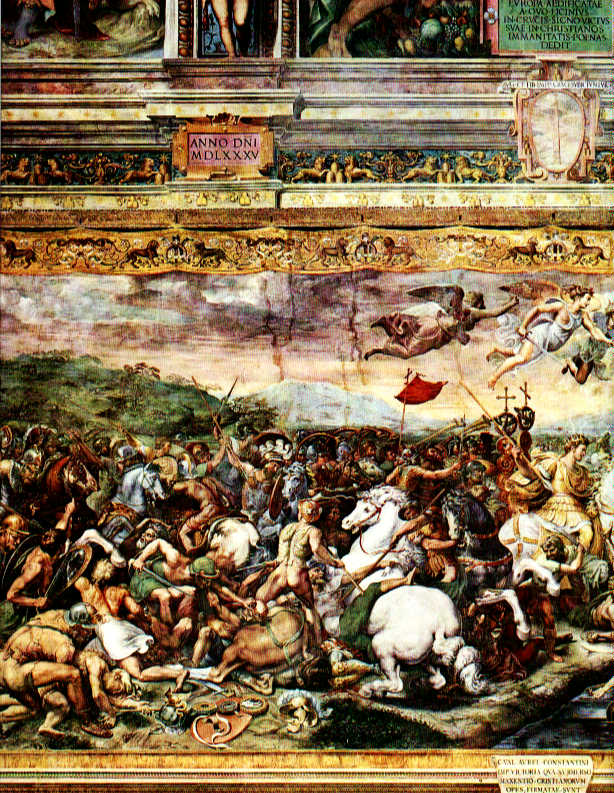
米尔维安大桥战役（1520–24），朱里奥·罗马诺（Giulio Romano）所作

马克森提乌斯选择将军队列阵于米尔维安大桥前方，这座石桥是弗拉米尼亚大道的一部分，对于防守罗马乃至保住他自己的地位来说，扼守住这座桥至关重要，罗马元老院将毫无疑问地倒向占据这座城市的一方。为了方便军队渡河，他又搭了座木桥抑或是浮桥，尽管他在筹备防守时他可能已经部分的拆毁了这座桥。关于这座桥的状况在各个书中说法不一。佐西默斯含糊地提及这座桥用木材修建，而其他人则准确地指称这座桥为浮桥。资料也没说清楚这座可拆卸的桥是不是为君士坦丁军队设下的陷阱。

第二天，两支军队开始交锋，君士坦丁一方取得了决定性的胜利。马克森提乌斯的布阵似乎有致命问题：他把军队放的离台伯河太近了。这使得失利时军队几乎找不到空间重整旗鼓。在君士坦丁的命令下，他的骑兵很快就粉碎了对手的骑兵。而君士坦丁的步兵紧接着逼近。大部分马克森提乌斯的军队都英勇作战，但对手却一步步地把他们推向台伯河。马克森提乌斯决定撤退并依仗坚城进行负隅顽抗，但通往罗马只有一条道路，那就是米尔维安大桥。在撤退的路上，君士坦丁军给了敌军以沉重打击。浮桥很快就被树立起来，许多部队借此得以逃生。但很快，临时的桥梁承受不了这么多人的重压，倒塌了。还留在北岸的军队不是被俘虏就是被杀死，他的禁卫军抵抗到了最后一刻。马克森提乌斯极度绝望地试图横渡过河时淹死，有的说法说他被他的坐骑掀到河中淹死。拉克坦修斯以这样的词句描述马克森提乌斯之死：
他身后的大桥倒塌了，战局变得更加火热。上帝之手（指君士坦丁）取得了胜利，马克森提乌斯军已经崩溃，马克森提乌斯仓皇逃向那座崩溃的大桥；但拥挤的人群推搡着他，他被挤着跌入了台伯河。

## 战后
君士坦丁率军于10月29日进入罗马。他举行了一个规模宏大的庆典，在此期间受到了热烈的欢呼。马克森提乌斯的尸身被从台伯河中捞出并施以斩首，他的家族成员也全部遇害。马克森提乌斯的首级在罗马游行示众后，又被送往迦太基，非洲诸行省看到起首级纷纷放弃抵抗。这场战役赋予了君士坦丁对帝国西部不可动摇的统治权。史料都有意忽略了一点：在进城之后，君士坦丁率队拜访了卡皮托山的朱庇特神庙，依照惯例仍举行了献祭。这便无可辩驳地证明了君士坦丁在那时还不是一个基督徒。他选择来到罗马元老院，在演说中他发誓恢复它在古代所享有的特权，并给予元老院在他政府中稳固的一席之地；并且对僭位者的党羽既往不咎。马克森提乌斯被下令施以除忆诅咒，所有由他颁布的法律均被废除，所有的纪念他的建筑均为君士坦丁窃取，其中包括圣葛斯默和达弥盎圣殿和马克森提乌斯会堂。他在军队中的死党被清洗，禁卫军和皇家骑兵卫队(拉丁语：equites singulares) 被解散。君士坦丁选择用帕拉丁骑兵卫队（Scholae Palatinae）取代了他们。

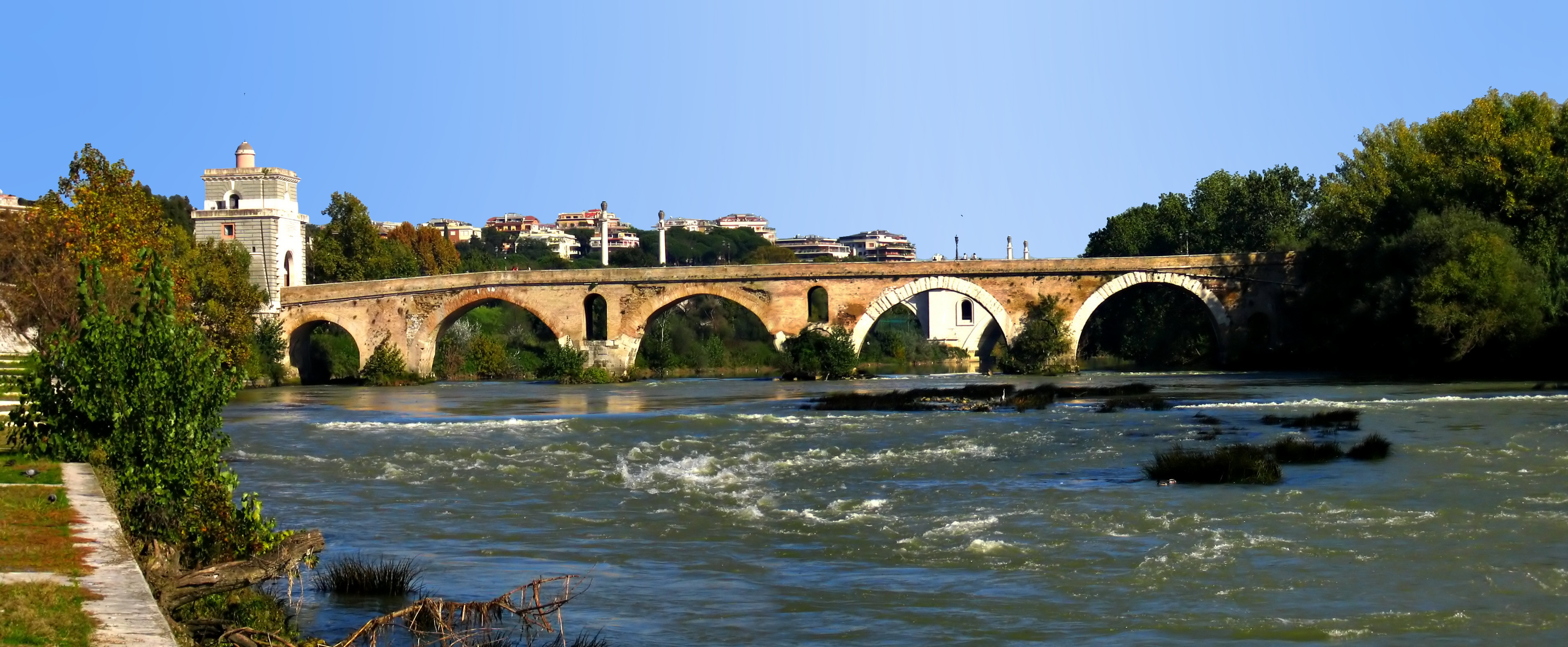
摄于2005年的米尔维安大桥

## 意义
Paul K. Davis写到：“君士坦丁的胜利使得整个帝国西部的控制权落入他手，为基督教在罗马帝国乃至最后在全欧洲取得统治地位铺平了道路。”

## 备注
1. ↑  他们都是基督教历史学家
2. ↑  东西部各有两帝，一为正职，称奥古斯都，一为副职，称凯撒。
3. ↑  这是因为马克森提乌斯煽动意大利人反抗伽列里乌斯将原本只施用于非意大利行省的税收政策推广到意大利的缘故。—非常三百年：罗马帝国衰亡记
4. ↑  优西比乌没有告诉我们发生这件事的确切地点，但肯定不是在罗马附近的营地。
5. ↑  这座桥至今仍矗立在相同的位置，只不过叫法有点改了，在现代意大利语中它被称作“Ponte Molle”，意即柔软的桥